# Stade de Londres
Pour les articles homonymes, voir Stade olympique.

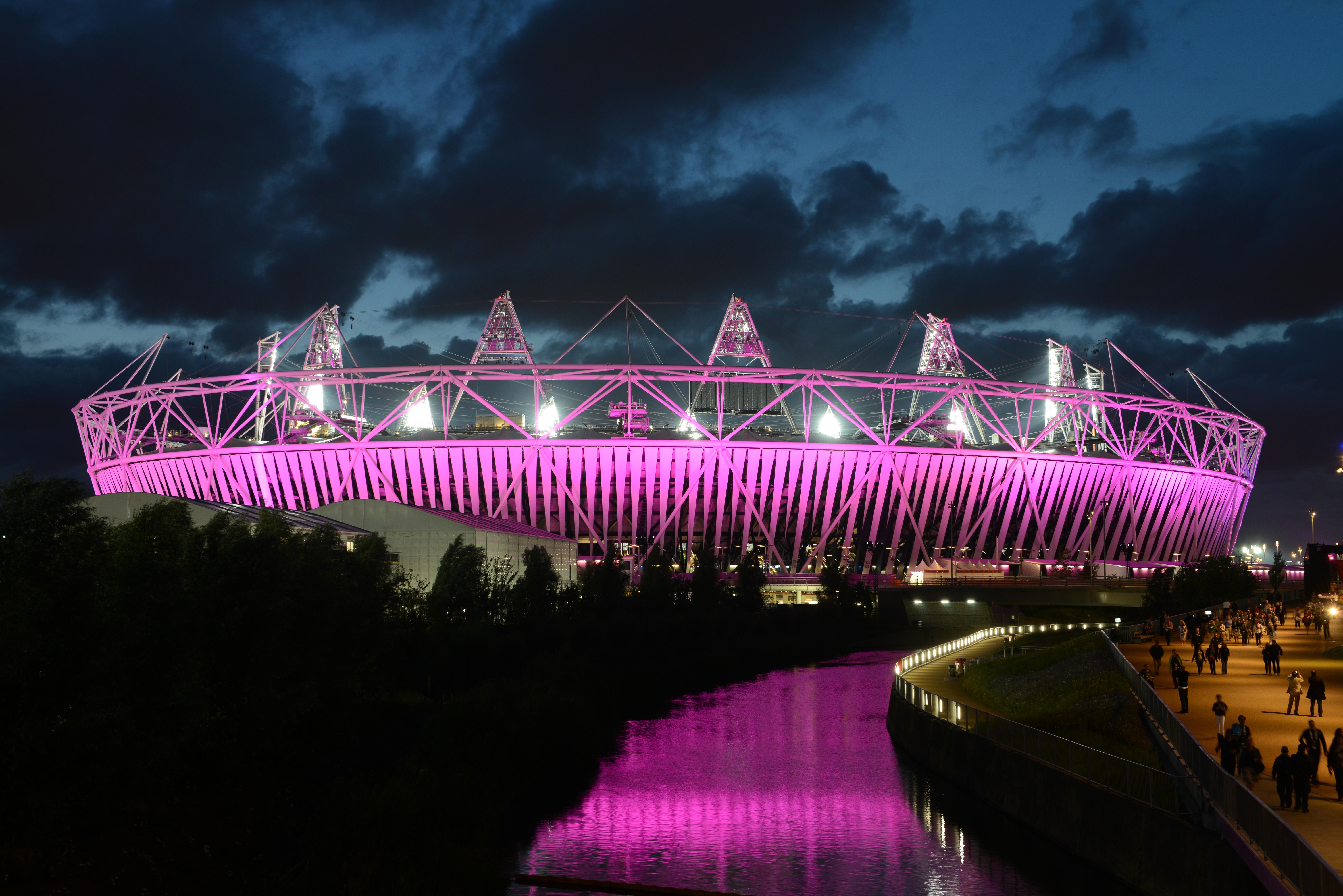
Le Stade olympique, lors des Jeux olympiques de 2012.

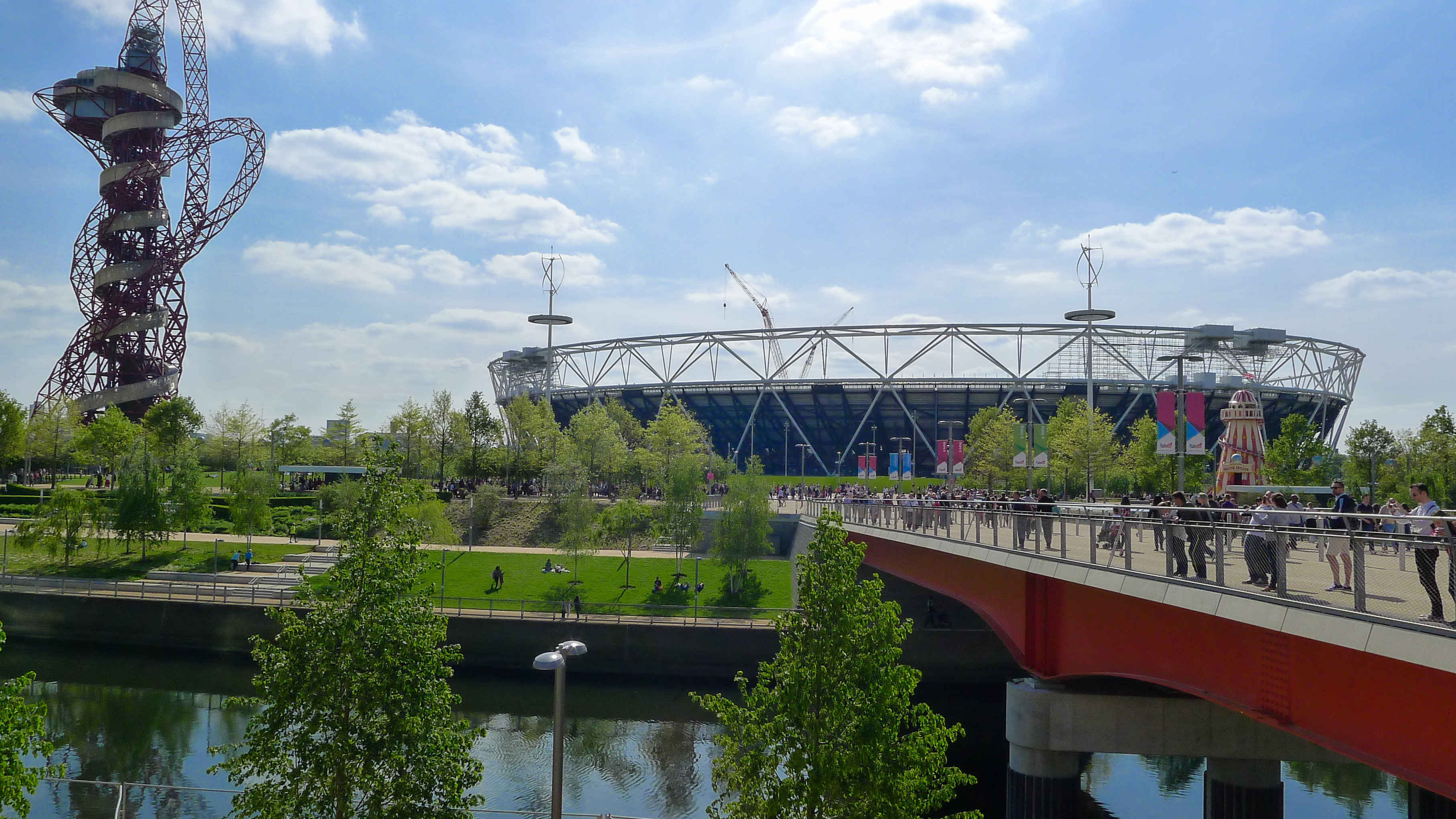
Le Stade olympique durant sa rénovation, en 2014.

Le stade olympique de Londres (London Olympic Stadium en anglais) est un stade extérieur à usages multiples situé à Lower Lea Valley sur le site de Stratford dans la banlieue Est de Londres, au cœur du parc olympique, et a une capacité théorique de 80 000 spectateurs. Le stade a été construit spécialement pour les Jeux olympiques et paralympiques d'été de 2012, servant de site d'athlétisme et d'accueil des cérémonies d'ouverture et de clôture. Après les Jeux, il est rénové en vue d'une utilisation polyvalente et sert aujourd'hui principalement de domicile au club de West Ham, évoluant en Premier League.
La préparation du terrain pour le stade a commencé à la mi-2007, et la construction a officiellement débuté le 22 mai 2008. Le stade accueille son premier événement public en mars 2012, servant de ligne d'arrivée à une course de célébrités organisée par la National Lottery. Pouvant accueillir 80 000 personnes pendant les Jeux olympiques et paralympiques, il a rouvert ses portes en juillet 2016 avec 66 000 sièges, mais avec une capacité limitée à 60 000 places pour le football selon les termes du bail. La décision de faire de West Ham United le locataire principal a été controversée, la procédure de location initiale ayant dû être reprise.
Le stade a accueilli les Championnats du monde d'athlétisme 2017 et les Championnats du monde d'athlétisme handisport 2017 (c'était la première fois que les deux événements se déroulaient au même endroit la même année). Il accueille chaque année une manche de la Ligue de diamant, connue sous le nom de London Grand Prix. Il a également accueilli plusieurs matchs de la Coupe du monde de rugby à XV en 2015. Le stade peut également accueillir des concerts avec jusqu'à 80 000 spectateurs et, en raison de sa forme ovale et de ses sièges amovibles, il a été jugé capable d'accueillir d'autres sports tels que le baseball et le cricket. En juin 2019, il a accueilli le premier match de la saison régulière de la Major League Baseball (MLB) en Europe, au cours duquel les Red Sox de Boston et les Yankees de New York, rivaux historiques, ont disputé une série de deux matchs. La MLB est revenue au Stade de Londres en juin 2023 avec une série de deux matchs entre les Cubs de Chicago et les Cardinals de Saint-Louis.

## Conception et construction

### Conception
Lors de la candidature de Londres aux Jeux, le matériel promotionnel présentait un stade principal doté d'un toit « conçu pour s'enrouler autour du site comme les muscles soutiennent le corps » ; toutefois, à cette époque, aucun cahier des charges officiel n'avait été convenu. Alors que la procédure de candidature était en cours, West Ham s'est entretenu avec l'ODA (Olympic Delivery Authority) pour contribuer au développement d'un stade polyvalent, si Londres remportait la candidature. Le gouvernement a préféré élaborer un cahier des charges pour un stade d'athlétisme uniquement, qui serait en grande partie démonté après les Jeux, le gradin inférieur restant en place en tant qu'installation d'athlétisme permanente pour remplacer le Crystal Palace National Sports Centre. Une fois le projet olympique original finalisé et en cours de construction, le gouvernement a changé d'avis et un appel d'offres a été lancé pour trouver des locataires pour la période post-olympique.
Le 13 octobre 2006, le comité d'organisation des Jeux olympiques et paralympiques d'été de 2012 a confirmé qu'il avait sélectionné Sir Robert McAlpine (en) et Populous pour entamer des négociations exclusives en vue de la réalisation du contrat de conception et de construction du nouveau stade olympique, aucune autre organisation n'ayant satisfait aux critères de candidature,. La conception du stade est lancée le 7 novembre 2007.

### Construction
La construction du stade commence avec trois mois d'avance en mai 2008, après l'excavation de la base de la structure et le nettoyage de la zone,. La construction du stade s'achève en mars 2011, dans le respect des délais et du budget, et la piste d'athlétisme est posée quelques mois plus tard, en octobre 2011.
Le stade est composé de plusieurs niveaux ; pendant les Jeux, il a pu accueillir 80 000 spectateurs. Le niveau de base, qui contient 25 000 sièges et le deuxième niveau, compte 55 000 sièges.
Les lumières du stade ont été officiellement allumées pour la première fois en décembre 2010 par le Premier ministre David Cameron et le maire de Londres Boris Johnson.

## Le Stade
Le stade est équipé d'une piste d'athlétisme Mondo de 400 mètres (440 yards) et neuf couloirs. Elle a été conçue par la société italienne Mondo et, lorsqu'elle a été installée, il s'agissait de la dernière version de la Mondotrack FTX. Utilisée pour les Jeux de Londres 2012, elle a été posée en août 2011.
Le gazon du stade a été cultivé à Scunthorpe et est un mélange de ray-grass vivace, de pâturin des prés et de graines de fétuque. Il a fallu 360 rouleaux de gazon pour couvrir le champ intérieur qui a été posé en mars 2011.
Les sièges ont été fabriqués à Luton et installés entre mai et décembre 2010.

## Jeux olympiques de Londres 2012
Le Stade olympique accueille son premier événement public le 31 mars 2012, servant de ligne d'arrivée à la course du Parc olympique de la loterie nationale. Cinq mille participants (dont des célébrités, des athlètes britanniques et des membres du public ayant gagné un tirage au sort) ont pris part à une course de 8 km autour du Parc olympique. Les participants sont entrés dans le stade olympique sur le thème des Chariots de feu pour courir les 300 derniers mètres sur la piste.
Le stade a ensuite accueilli deux événements d'échauffement pour les Jeux olympiques d'été de 2012 de Londres. Il a accueilli les championnats britanniques d'athlétisme universitaire et le London Disability Grand Prix en mai 2012. Le 5 mai, environ 40 000 personnes ont assisté à un événement intitulé « 2012 Hours to Go : Une soirée d'athlétisme et de divertissement ». Lors du London Disability Grand Prix, Paul Blake (T36, 1 500 mètres), Hannah Cockroft (T34, 100 mètres), Michael McKillop (T37, 1 500 mètres) et Richard Whitehead (T42, 200 mètres) ont tous établi de nouveaux records du monde. Le stade a également accueilli les épreuves d'athlétisme des Jeux scolaires britanniques.
Le stade accueille les cérémonies d'ouverture et de clôture des Jeux Olympiques de 2012. Lors des épreuves d'athlétisme des Jeux Olympiques, David Rudisha bat son propre record du monde du 800 mètres pour devenir le premier homme à courir la distance en moins de 1 minute 41 secondes. Dans le relais 4 × 100 mètres, l'équipe jamaïcaine bat également son propre record du monde des Championnats du monde 2011 de deux dixièmes de seconde. L'équipe féminine américaine du 4 × 100 mètres a battu le record précédent établi par l'Allemagne de l'Est en 1985, enregistrant un temps de 40,82 secondes pour établir un nouveau record du monde. Des records olympiques ont été établis par Usain Bolt, qui a couru le deuxième 100 mètres le plus rapide, Renaud Lavillenie au saut à la perche, Sally Pearson au 100 mètres haies et Tatyana Lysenko au marteau.

## Après les Jeux

### Candidatures de clubs de football et rugby à la reprise du stade
Les clubs de football de Tottenham et de West Ham ainsi que les clubs de rugby à XV des London Wasps et des Saracens entre autres étaient candidats à la reprise du stade après les Jeux olympiques. Une première décision fut prise le 11 février 2011, choisissant West Ham FC comme futur occupant du stade, mais une série de recours judiciaires ont annulé la décision. Finalement en décembre 2012, la décision en faveur de West Ham se confirme, mais le club ne pourra pas s'y installer avant 2016. La capacité du stade sera réduite à environ 60 000 places. L'enceinte servira également pour des concerts et d'autres événements sportifs.
Le 22 mars 2013, le club de West Ham annonce officiellement avoir obtenu le bail pour 99 ans et quittera le stade d'Upton Park en 2016 pour s'installer au stade olympique de Londres.
En 2013, l'Aviva London Grand Prix se déroule pour la première fois au stade olympique de Londres.
Complètement remodelé, en configuration football-rugby (60 000 places)  le stade accueille son premier grand événement sportif d'après J.O. le 23 septembre 2015, dans le cadre de la coupe du monde de rugby, le match France/Roumanie. Dès l'origine, le stade surdimensionné était prévu pour être complètement réorganisé à l'issue des J.O., tout comme le reste du parc olympique; le gouvernement britannique ne voulait pas hériter des problèmes calamiteux de la gestion des infrastructures olympiques comme à Athènes, ou dans une moindre mesure Pékin ou Sarajevo. Les vastes panneaux triangulaires d'éclairages qui caractérisaient la silhouette de l'enceinte ont été intégrés a la nouvelle toiture lors de la reconfiguration.

### Événements sportifs

#### Coupe du monde de rugby à XV 2015
Plusieurs matchs se déroulent à l'Olympic Park, devant 50 000 spectateurs.
Le 30 octobre 2015 s'y déroule le match de troisième place de la Coupe du monde de rugby à XV 2015.
| Poule D  | France           | 38 - 11 | Roumanie   |
| Poule C  | Nouvelle-Zélande | 58 - 14 | Namibie    |
| Poule D  | Irlande          | 16 - 9  | Italie     |
| Poule B  | Afrique du Sud   | 64 - 0  | États-Unis |
| 3e place | Afrique du Sud   | 24 - 13 | Argentine  |

#### Rugby à XIII
Le 7 novembre 2015 le rugby à XIII fait à son tour son entrée à l'Olympic Park, avec le 2e test-match Angleterre-Nouvelle-Zélande (2-9) qui s'y déroule devant 44 000 spectateurs dans le cadre de la Tournée des "Kiwis".
Le 13 novembre 2016 l'Angleterre y reçoit l'Australie dans le cadre du "Four Nations". Elle est vaincue 18-36 devant 36 000 spectateurs.

#### Championnats du monde d'athlétisme 2017
Du 4 au 13 août 2017, le stade accueille les Championnats du monde d'athlétisme 2017

## Football
L'équipe anglaise de football de West Ham s'installe dans le stade dès la saison 2016-2017.
Le premier match officiel a lieu le 4 août 2016 pour un match de Ligue Europa, suivi le 7 août, par un match amical face à la Juventus.